# Диканский, Николай Сергеевич
Никола́й Серге́евич Дика́нский (род. 30 июля 1941, Новый Донбасс, Сталинская область) — советский и российский физик, специалист в области физики ускорителей и накопителей заряженных частиц, заведующий лабораторией в Институте ядерной физики СО РАН, с 2011 года академик РАН (член-корр. с 1990, специализация — ядерная физика), ректор Новосибирского государственного университета (20 ноября 1997 — 30 июля 2007).
Основные достижения связаны с первыми в мире экспериментами по электронному охлаждению протонных пучков в накопителях (установка НАП-М).

## Биография
Родился 30 июля 1941 года в городе Димитров (ныне Мирноград) Донецкой области.
В 1959 году поступил в Новосибирский государственный университет. Окончил физический факультет в 1964 году, после его окончания — младший (с 1969 — старший) научный сотрудник Института ядерной физики.
В 1967 году окончил аспирантуру ИЯФ.
С 1962 года — лаборант Института ядерной физики СО АН СССР.
В 1969 году защитил кандидатскую диссертацию «Исследование когерентной устойчивости пучков в накопителях», в 1976 — докторскую «Метод электронного охлаждения», тогда же создал свою лабораторию. С 1993 по 1996 — заведовал отделом ИЯФ, с 1996 — заместитель директора по научной работе. В настоящее время (2013) является главным научным сотрудником ИЯФ СО РАН им. Будкера, членом Президиума СО РАН (с 1998), бюро Совета директоров Новосибирского научного центра СО РАН (с 2001), членом президиума Ассоциации классических университетов России (с 2001).
Профессор НГУ с 1981 года, декан физического факультета (1982—1990). С 1990 по 1996 год заведовал Кафедрой физики ускорителей НГУ.
В 1990 году избран член-корреспондентом АН СССР. В 2011 году избран действительным членом РАН.
В 1999 году награждён Орденом Почёта. Почётный работник высшего профессионального образования РФ (2001). В 2012 году награждён Орденом Дружбы.
Государственная премия РФ 2001 году за «Метод электронного охлаждения пучков тяжёлых заряженных частиц» (в составе коллектива В. В. Пархомчук, Д. В. Пестриков, Р. А. Салимов, А. Н. Скринский, Б. Н. Сухина, И. Н. Мешков, Г. И. Будкер).
В 2024 году награждён благодарностью Президента Российской Федерации за заслуги в развитии отечественной науки, многолетнюю плодотворную деятельность и в связи с 300-летием со дня основания Российской академии наук.
Женат, имеет двоих детей.

## Основные работы
- Физика интенсивных пучков в накопителях. Новосибирск, 1989 (совм. с Д. В. Пестриковым).